# 青藏垫柳
青藏垫柳（学名：Salix lindleyana）为杨柳科柳属的植物。分布于尼泊尔、巴基斯坦、锡金以及中国大陆的云南、西藏等地，生长于海拔4,000米的地区，多生在高山顶部较潮湿的岩缝中，目前尚未由人工引种栽培。